# Доброславин, Алексей Петрович
Алексей Петрович Добросла́вин (29 сентября [11 октября] 1842, Дятьково, Брянский уезд, Орловская губерния, Российская империя — 18 [30] ноября 1889, Санкт-Петербург, Российская империя) —  действительный статский советник, первый профессор гигиены как самостоятельного предмета в медико-хирургической академии; выдающийся общественный деятель.

## Биография
В 1868 году защитил докторскую диссертацию «Материалы для физиологии метаморфоза».
Занимался вопросами дезинфекции. Изучал проблему обезвреживания нечистот, одним из первых рекомендовал применение получаемого от паровозов насыщенного водяного пара для дезинфекции вещей в специально оборудованном для этого герметически закрытом вагоне. Одним из первых провёл четкую грань между дезинфекцией и дезодорацией. Первым определил сущность вопросов дезинфекции, требовавших с самого начала теоретического и практического решений (вопросов о том, что подлежит дезинфекции, когда и чем надо проводить её), указав, что без знания этого остаются неясными цели и задачи дезинфекций. В начале 1880-х годов принимал активное участие в организации передовой по тому времени Александровской барачной больницы.
При кафедре гигиены Военно-медицинской академии, которую он возглавлял, его ученики разработали большое количество диссертаций, посвящённых вопросам дезинфекции. Дальнейшему развитию отечественной дезинфекционной науки много способствовали труды других русских учёных, особенно С. Э. Крупина (1856—1900) и В. А. Левашова (1864—1916). Доброславин преподавал гигиену на открытых при Академии Высших женских медицинских курсах.
В 1874 году Доброславин основал и возглавил первый в России научно-популярный гигиенический журнал «Здоровье».

А.П. Доброславин создал самобытную и самую большую школу русских гигиенистов, равной которой в XIX в., да и в последующем, не было. Его ученики возглавили практически все гигиенические кафедры Российской Империи той эпохи. Организованная им при кафедре гигиеническая экспериментальная лаборатория явилась научным центром, в котором за 18 лет было выполнено более 160 научных работ в различных областях гигиены, в том числе 96 диссертационных исследований.
Вся научная работа кафедры вплоть до 1918 г. велась по направлениям, заложенным А. П. Доброславиным, а преподавание гигиены осуществлялось по составленной им программе и по его учебникам.

На втором курсе военно-медицинской академии А. П. Доброславин познакомился  с молодым 28-летним профессором химии А. П. Бородиным. Это знакомство в дальнейшем продолжилось через профессора Н.Н. Зинина, в лаборатории которого работал Алексей Петрович. А после того как Александр Порфирьевич стал кумом  при рождении первенца Алексея Петровича, их отношения переросли в крепкую дружбу. Жена Бородина, Екатерина Сергеевна и Мария Васильевна Доброславина (урожденная Потемкина) очень любили музыку, были блестящими пианистками. Но болезнь туберкулезом не давала возможности находиться Екатерине Сергеевне в Петербурге, климат которого был для нее просто губительным. Она постоянно жила в Москве у родителей. К тому же детей у супругов Бородиных не было. Алексей Петрович и Мария Васильевна заменили Бородину единственного близкого ему человека, заботились о нем. Он почти все свое свободное время проводил у них дома, часто там обедал, ужинал, а подчас и ночевал. Алексей Петрович один из первых пытался спасти Бородина в злополучный вечер 15 (27) февраля 1887 года, когда не стало русского композитора, химика-органика, общественного деятеля, медика.
Судьба ненадолго разлучила друзей. Зимой 1889г. при ликвидации эпидемии брюшного тифа в Петербурге, А. П. Доброславин заразился и после непродолжительной болезни умирает. Похоронен на Тихвинском кладбище (ныне Некрополь мастеров искусств) в Александро-Невской Лавре, рядом с могилой своего друга А.П. Бородина.
А. П. Чехов узнав о смерти Доброславина написал: «Жалко Доброславина. Зря умер. Брюшной тиф зарезал одного из самых злейших врагов своих».
В некрологе напечатанном в журнале «Санитарное дело» 1889 г. (т.9 № 48с.621) сообщалось «С глубоким огорчением мы должны отметить тяжелую, и для медицинского мира, и для общества, — не преувеличивая, можно сказать и для Русского государства,— крайне чувствительную утрату в лице профессора Императорской военно-медицинской академии, совещательного члена военно-медицинского ученого комитета А. П. Доброславина, скончавшегося в понедельник 4-го декабря в 2 час утра, всего на 47 году жизни. В качестве профессора он, умел возбуждать любовь к своему предмету – гигиене, своим живым и увлекательным изложением и затем прекрасно обставленной лабораторией, научившей практическим методам гигиенических исследований».

## Сочинения
Автор около 90 работ, в том числе:
- Гигиена. Курс общественного здравоохранения, т. 1—2, СПб, 1882—84.
- Курс военной гигиены, т. 1—2, СПб, 1885—87.
- О канализации городов, «Знание», 1871, № 10, стр. 1—23.
- Очерк основ санитарной деятельности, СПб, 1874.

## Память
- В городе Дятьково, на родине А. П. Доброславина, его именем назван проспект.